# 中蓋于爾達爾
中蓋于爾達爾（挪威語：Midtre Gauldal）是挪威特倫德拉格郡的一個市镇，行政中心为斯特倫村。市镇面积为1,861平方公里，人口数量为6,238人（2020年），人口密度为每平方公里3.5人。